# Stegodyphus hisarensis
Stegodyphus hisarensis är en spindelart som beskrevs av Arora och Monga 1992. Stegodyphus hisarensis ingår i släktet Stegodyphus och familjen sammetsspindlar. Inga underarter finns listade i Catalogue of Life.